# شخص ما في مكان ما (كتاب)
شخص ما في مكان ما هو كتاب من تأليف المصابة بالتوحد وكاتبة الأغاني والسيناريو والفنانة دونا ويليامز. يُعد هذا الكتاب تكملة للكتاب الذي صدر في عام 1994 بعنوان «لا أحد في أي مكان»، والذي استمر لمدة 15 أسبوعًا في قائمة أفضل الكتب لدى نيويورك تايمز. يتناول الكتاب قصة دونا بعد تشخيصها بالتوحد في سن السادسة والعشرين بعد اعتقاد أن تشخصيها في الطفولة صماء، ووصفت بأنها ذهانية ثم مضطربة. في هذا الكتاب، تصبح دونا معلمة وتواصل العمل مع الأطفال المصابين بطيف التوحد قبل أن ييعرف عنها الجمهور عند نشر كتابها الأول. كتاب شخصٌ ما في مكان ما هو الثاني في مجموعة سيرتها الذاتية المكونة من أربعة كتب. تتضمن أعمال السيرة الذاتية اللاحقة الكتاب الثالث في السلسلة مثل اللون للمكفوفين (1998)، والكتاب الرابع بعنوان كل يوم نعيم (2004).